# Guy (Arkansas)
Guy es una ciudad ubicada en el condado de Faulkner en el estado estadounidense de Arkansas. En el Censo de 2010 tenía una población de 708 habitantes y una densidad poblacional de 49,45 personas por km².

## Geografía
Guy se encuentra ubicada en las coordenadas 35°19′41″N 92°20′35″O / 35.32806, -92.34306. Según la Oficina del Censo de los Estados Unidos, Guy tiene una superficie total de 14.32 km², de la cual 14.32 km² corresponden a tierra firme y (0%) 0 km² es agua.

## Demografía
Según el censo de 2010, había 708 personas residiendo en Guy. La densidad de población era de 49,45 hab./km². De los 708 habitantes, Guy estaba compuesto por el 97.03% blancos, el 0.14% eran afroamericanos, el 0.85% eran amerindios, el 0.71% eran asiáticos, el 0% eran isleños del Pacífico, el 0% eran de otras razas y el 1.27% pertenecían a dos o más razas. Del total de la población el 0.71% eran hispanos o latinos de cualquier raza.